# 馬自達727C
馬自達727C（（日語）マツダ・727C）是1984年由日本馬自達汽車公司關係企業Mazdaspeed設計開發、為參加WSPC銀石（Silverstone Circuit）1,000公里耐力賽和利曼24小時耐力賽C2組的原型賽車（prototype racing car）。

## 概要
馬自達自1983年起持續參與C組賽車Group C Junior（1984年起改稱C2組）的賽事，馬自達727C乃1984年出賽使用之車輛，共製作了二輛。底盤由Mooncraft（（日語）ムーンクラフト）打造，軸距為2,450mm。引擎動力為13B型二轉子引擎，排氣量654c.c. X 2，最大輸出馬力300ps / 9,000rpm。離合器片採用諾美克斯（NOMEX）蜂巢芯製成，搭配鈦製螺栓，一口氣減重了40公斤，達到車體輕量化的目的。
前代717C的車體設計目標為追求低風阻係數，但727C大異其趣，以追求更高的下壓力為目標，故改變了車鼻與底板的形狀，尾翼也跟著加大。為了適當保持煞車碟盤的溫度，從13吋降成12吋。而排氣方式也從側排改為後排，以提升其效率。
由於實戰經驗增加，在預賽中727C比起前年大幅縮短17秒。可是在利曼24小時耐力賽中，懸吊系統和變速箱相繼發生問題，雖然跑完全程比賽，卻只獲得第15名/第20名（C2組第4名/第6名）。此外，羅拉車隊（Lola Cars）有兩輛T616同樣採用13B型二轉子引擎，卻在C2組中分別獲得第1名和第3名。

## 參賽歷程

### 1984年
- 5月：WSPC銀石（Silverstone Circuit）1,000公里耐力賽：第25名。
- 6月：利曼24小時耐力賽：第15名/第20名。

## 外部連結
- 【MAZDA】邁向勒芒（Le Mans）光榮之路
- （英文）Racing Sports Cars: Mazda 727C （页面存档备份，存于）